# تيدي موريس
تيدي موريس هو لاعب كرة قدم كندية كندي، ولد في مارس 1910 في تورونتو في كندا، وتوفي في 5 سبتمبر 1965.